# Edvard Stenberg
Albert Edvard Stenberg, född 1 oktober 1883 i Grimsby, England, död 3 oktober 1950 i Stockholm, var en svensk arkitekt och målare.
Han var son till kyrkoherden i Alingsås Johan Leonard Stenberg och Hulda Maria Zettergren. Stenberg studerade vid Valands målarskola i Göteborg och fortsatte därefter sina studier i Paris där han sedan dess huvudsakligen var bosatt. Separat ställde han bland annat ut på bland annat stadshuset i Grenoble och hos Bernheim Jeune samt Galerie Devambez i Paris och han deltog i de olika Parissalongerna som arrangerades i Paris. I Sverige medverkade han i Septemberutställningen på Liljevalchs konsthall 1919. Hans konst består av kompositioner med nakna kvinnor, religiösa framställningar och dekorativt hållna kompositioner i stort format utförda i olja. Stenberg är representerad vid Nationalmuseum med oljemålningen Nattvarden som är deponerad på Svenska ambassaden i London.